# Karl Otto Weber
Karl Otto Weber, född 29 december 1827 i Frankfurt am Main, död 11 juni 1867 i Heidelberg, var en tysk kirurg och patologisk anatom.
Weber blev 1857 e.o. och 1862 ordinarie professor i patologisk anatomi i Bonn, men fortsatte även att ägna sig åt kirurgin och blev 1865 professor i detta ämne i Heidelberg. Han var en framstående kirurg och av hans omfattande vetenskapliga författarskap kan särskilt nämnas Die Knochengeschwülste in anatomischer und praktischer Beziehung (I, 1856) samt de i Franz von Pithas och Theodor Billroths samlingsverk "Handbuch der allgemeinen und speciellen Chirurgie" (1865 ff.) intagna monografierna Die Gewebserkrankungen im allgemeinen und ihre Rückwirkung auf den Gesammtorganismus, Krankheiten der Haut, des Zellgewebes, des Lymphgefässystemes, der Venen, der Arterien und der Nerven och Die chirurgischen Krankheiten des Gesichtes (1865–66).